# Rouxiella chamberiensis
Espèce
Rouxiella chamberiensis est une espèce de bactéries du genre Rouxiella.
Cette bactérie est responsable de la mort de trois nourrissons, à Chambéry, en décembre 2013, avant d'être authentifiée et décrite scientifiquement en 2015. Elle a été identifiée par une équipe de l'Institut Pasteur et officiellement reconnue par le Comité international de taxonomie bactérienne à partir de résultats publiés dans un article de l’International Journal of Systematic and Evolutionary Microbiology.

## Taxonomie
Le nom correct complet (avec auteur) de ce taxon est Rouxiella chamberiensis Le Flèche-Matéos et al. 2015.

### Étymologie
Le nom du genre de la bactérie rend hommage à Émile Roux. L'adjectif spécifique rappelle l'origine chambérienne du foyer bactérien. L'étymologie du nom de genre se décompsoe ainsi : cham.be.ri.en’sis. N.L. fem. adj. chamberiensis, de ou appartenant à Chambéry, lieu d'isolement de la bactérie (chamberyensis serait probablement mieux).